# Robert Drews
Robert Drews (26 marzo 1936) è uno storico statunitense, professore emerito di studi classici presso l'Università Vanderbilt di Nashville.
Ha conseguito il Bachelor of Arts al Northwestern College, il Master of Arts presso l'Università del Missouri e Dottorato di ricerca alla Johns Hopkins University. Drews è specializzato in storia antica e in preistoria, in particolare nell'evoluzione della guerra e della religione.

## Opere
- The Greek Accounts of Eastern History.  Cambridge, Mass.:  Harvard University Press, for the Center for Hellenic Studies, 1973
- Basileus: The Evidence for Kingship in Geometric Greece.  New Haven:  Yale University Press, 1983
- In Search of the Shroud of Turin:  New Light on its History and Origins.  Totowa, N. J.:  Rowman and Allanheld, 1984.
- The Coming Of The Greeks:  Indo-European Conquests in the Aegean and The Near East.  Princeton:  Princeton University Press, 1988.
- The End of The Bronze Age:  Changes in Warfare and the Catastrophe ca. 1200 B.C.  Princeton:  Princeton University Press, 1993.
- (editor) Greater Anatolia and the Indo-Hittite Language Family. Papers presented at a colloquium hosted by the University of Richmond, March 18–19, 2000.  Washington, D.C.: Institute for the Study of Man, 2001.
- Early Riders: The Beginnings of Mounted Warfare in Asia and Europe.  London:  Routledge, 2004.